# The Brute Man
Pour plus de détails, voir Fiche technique et Distribution.
The Brute Man est un film américain réalisé par Jean Yarbrough, sorti en 1946.

## Fiche technique
- Titre : The Brute Man
- Réalisation : Jean Yarbrough
- Scénario : M. Coates Webster, Dwight V. Babcock et George Bricker
- Photographie : Maury Gertsman
- Société de production : Universal Pictures
- Pays de production : États-Unis
- Format : Noir et blanc - 1,37:1 - Mono
- Genre : horreur
- Date de sortie : 
  - États-Unis : 1er octobre 1946

## Distribution
- Rondo Hatton : Hal Moffat alias The Creeper
- Tom Neal : Clifford Scott
- Jan Wiley : Virginia Rogers Scott
- Jane Adams : Helen Paige
- Donald MacBride : Capitaine de police M. J. Donelly
- Peter Whitney : Lieutenant de police Gates
- John Hamilton : Professeur Cushman
- Charles Wagenheim : Prêteur sur gages
- Peggy Converse : Mme Obringer